# Angela Hunter
Pour les articles homonymes, voir Hunter.
Angela Hunter née le 22 septembre 1972, est une coureuse cycliste professionnelle anglaise.

## Palmarès sur route
- 1996
  - TQ Paper 2 Day
  - 1re et 2e étapes de TQ Paper 2 Day
  - 3e des championnats de Grande-Bretagne de cyclisme sur route
- 1997
  - 3e des championnats de Grande-Bretagne de cyclisme sur route
- 1998
  - 2e de Cheshire Classic
- 2003
  - TQ Paper 2 Day
  - 1re, 2e et 3e étapes de TQ Paper 2 Day
  - Cheshire Classic

## Palmarès sur piste

### Championnats nationaux
- 1996
  - 3e du scratch
- 1998
  - 3e du scratch
- 2000
  - 2e de la course aux points
- 2001
  -  Championne du scratch
  -  Championne de la course aux points
- 2002
  -  Championne du scratch
  -  Championne de la course aux points
  - 2e de la poursuite